# 航空发动机

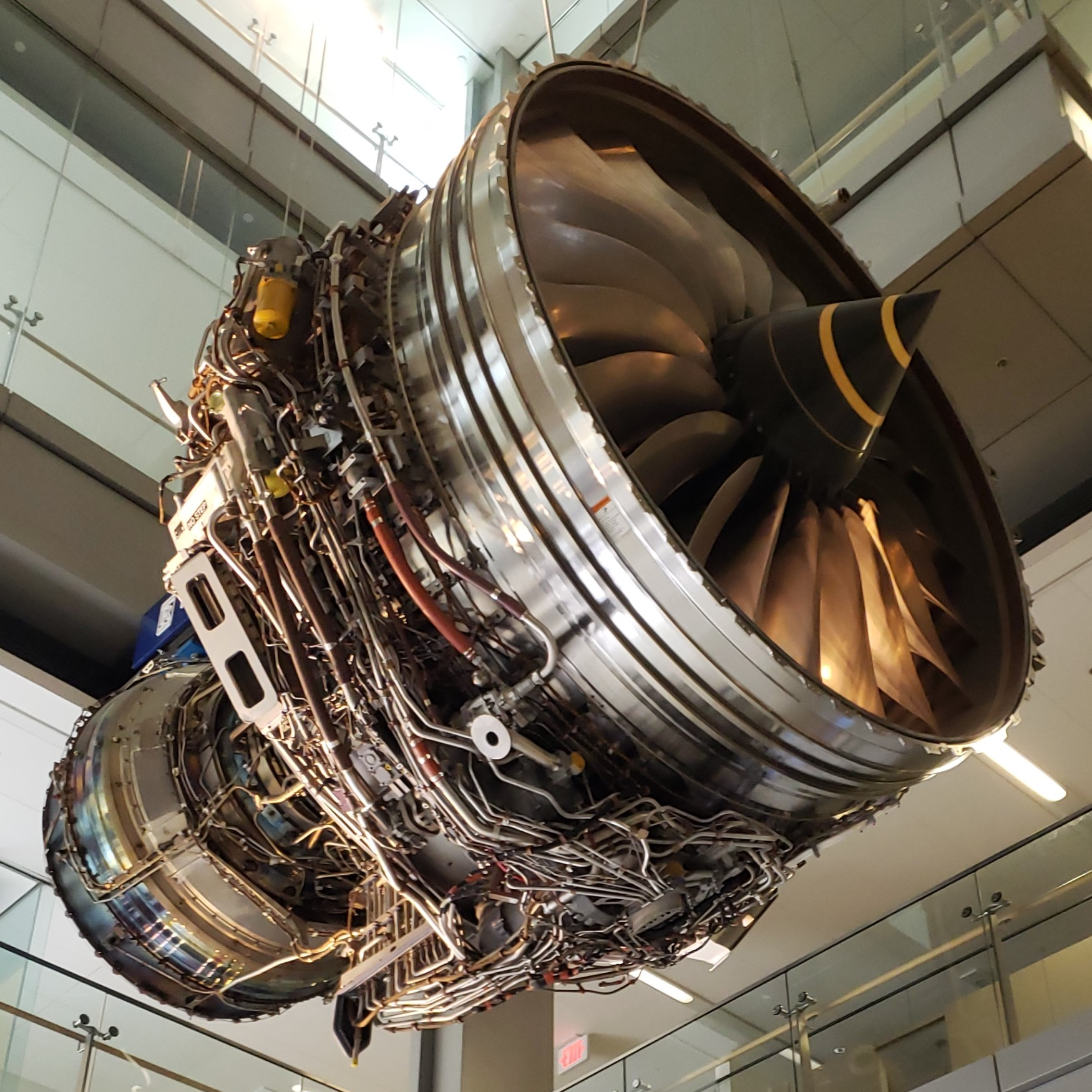
勞斯萊斯遄達1000渦輪风扇发动机

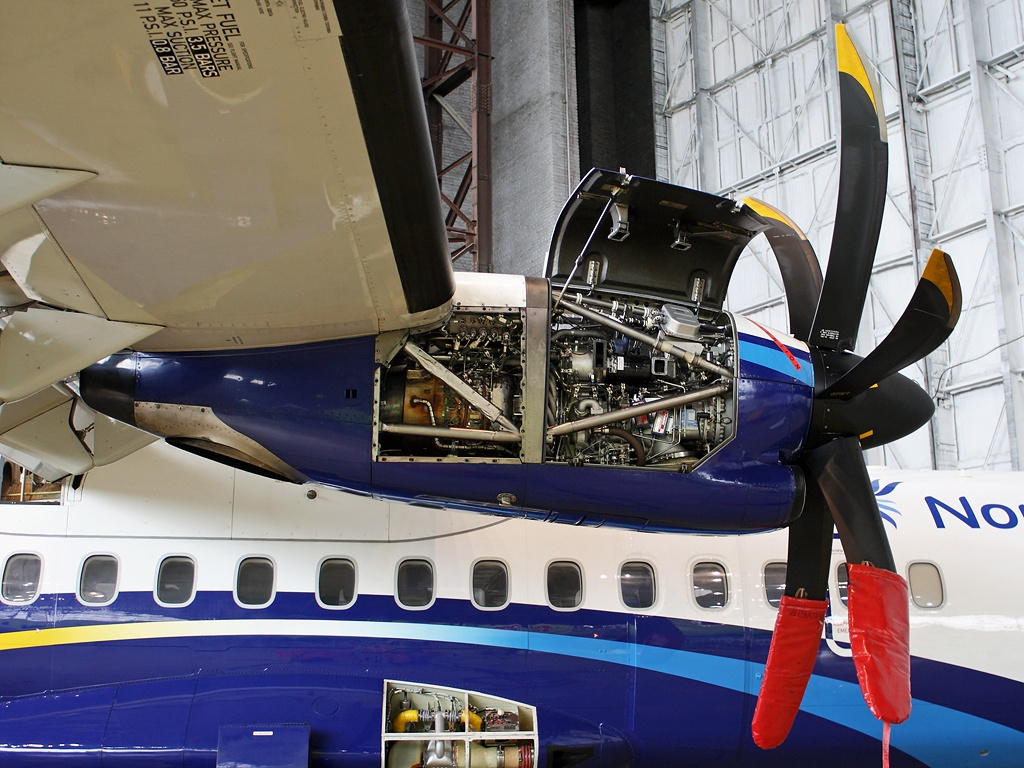
普惠加拿大PW120涡轮螺旋桨发动机

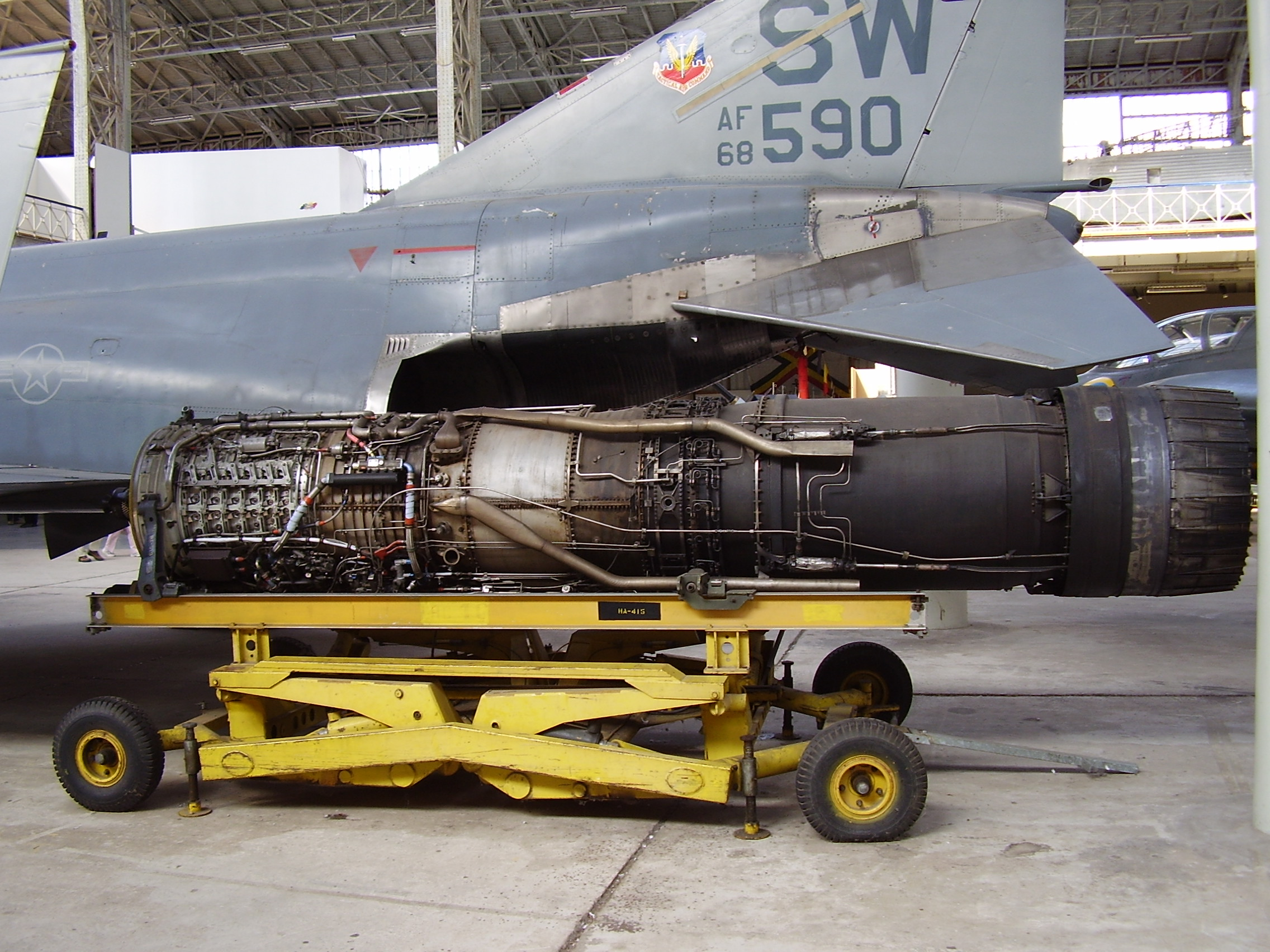
通用電氣J79涡轮喷射发动机

航空发动机（Aircraft engine）是指主要用来产生拉力或推力使飞机前进的引擎設備。除了產生前進力外，还可以为飞机上的用电设备提供电力，與为空调设备等用气设备提供气源。一般因為飛行的需求，設計都相當輕巧，但又要求相當的使用效能，以及極低的故障率，因而設計生產的工藝要求是比較高的。

## 航空发动机的分類
按照工作原理来分，可以将航空发动机分为以下

依赖空气的发动机：
- 电动机：发动机本身并非完整的航空动力设施，需组合空气螺旋桨；
- 活塞发动机：以活塞输出轴功为主的内燃机。发动机本身并非完整的航空动力设施，需组合空气螺旋桨；
- 涡轮发动机：有以下各種設計；
  - 涡轴发动机：输出轴功为主的燃气轮机。发动机本身并非完整的航空动力设施，需组合旋翼；
  - 涡桨发动机：输出轴功为主的燃气轮机。发动机本身并非完整的航空动力设施，需组合空气螺旋桨；
  - 涡喷发动机：噴射發動機的一種；
  - 涡扇发动机：噴射發動機的一種；
  - 桨扇发动机：噴射發動機的一種，比較特別的是沒有風扇涵道，除提供噴射力外，風扇葉片也提供动力；
- 冲压发动机：噴射發動機的一種；
- 脈衝喷气式发动机：噴射發動機的一種，比較特別的是利用燃料爆轰产生的爆轰波达到压缩作用的新型热力，以喷气获得反作用力；
- 核動力：本身并非完整的航空动力设施，需组合空氣循環發動機；

不依赖空气的发动机：
- 火箭发动机

按能量形式来分：
- 热机
- 电机
- 核動力

## 航空发动机的主要性能指标
航空发动机的主要性能指标有：燃油消耗率；推力；推重比；壽命等。

## 航空发动机控制系统
航空发动机的控制系统是航空发动机重要组成部分，它依据发动机的状态和发动机外界环境的变化控制发动机的各调节参数，保证发动机工作稳定和提高发动机性能。其主要实现的控制有：输出参数（推力或功率）控制；燃油流量控制；压气机可调静子叶片控制；可调放气活门控制；涡轮间隙主动控制；高压压气机、涡轮冷却空气流量控制；发动机滑油和燃油温度管理；发动机安全保护；启动和点火控制；反推控制等。
从控制系统实现的方式上区分，航空发动机的控制系统可分为：机械液压式控制（或机械气动式控制）；监控型电子控制；全权限电子控制(Full Authority Digital Engine Control)。
航空发动机使用中的数据监控，通过安装在发动机上面的特定传感器来收集发动机各大主要部件的运转情况以及整体工作情况。然后无线上传到卫星或者临近的地面站。一旦得到的数据表明发动机出现异常，航发生产制造商的技术支援部就会得到报警并立刻通知飞行中的航班机组，指示其采取应对措施例如就近迫降。典型的例子是马航370客机失踪后，确切的线索是其航发自动上传的运行数据。

## 主要生產商
- 中國航空發動機集團
- Avio
- CFM国际
- 大陸航太工業（英语：Continental Aerospace Technologies）
- 发动机联盟
- 欧洲喷气涡轮公司（英语：EuroJet Turbo GmbH）
- 歐槳國際（英语：Europrop International）
- GE航空航天
- 通用电气本田航空发动机公司（英语：GE Honda Aero Engines）
- 韓華航太（英语：Hanwha Aerospace）
- 印度斯坦航空有限公司
- 霍尼韦尔
- 日本航空發動機有限公司（英语：Japanese Aero Engine Corporation）
- IHI
- 渦輪發動機工業公司
- 国际航空发动机公司
- 國際渦輪引擎公司
- 川崎重工
- LHTEC（英语：LHTEC）
- 萊康明發動機公司（英语：Lycoming Engines）
- 三菱重工
- 马达西奇公司
- MTU航空发动机公司
- 羅塔克斯（英语：Rotax）
- 動力噴射（英语：PowerJet）
- 普惠公司
- 勞斯萊斯控股有限公司
- 賽峰飛機發動機公司
- 賽峰直升機發動機公司（英语：Safran Helicopter Engines）
- 土耳其航太發動機工業（英语：Tusaş Engine Industries）
- 聯合發動機有限公司（英语：United Engine Corporation）
- 沃爾沃航空公司
- 威廉姆斯国际（英语：Williams International）

## 外部連結
- Aircraft Engines and Aircraft Engine Theory (includes links to diagrams) （页面存档备份，存于）
- The Aircraft Engine Historical Society （页面存档备份，存于）
- Jet Engine Specification Database （页面存档备份，存于）
- Aircraft Engine Efficiency: Comparison of Counter-rotating and Axial Aircraft LP Turbines
- The History of Aircraft Power Plants Briefly Reviewed : From the " 7 lb. per h.p" Days to the " 1 lb. per h.p" of To-day （页面存档备份，存于）
- "The Quest for Power" （页面存档备份，存于） a 1954 Flight article by Bill Gunston